# Ceanothus diversifolius
Ceanothus diversifolius là một loài thực vật có hoa trong họ Táo. Loài này được Kellogg mô tả khoa học đầu tiên năm 1855.

## Hình ảnh

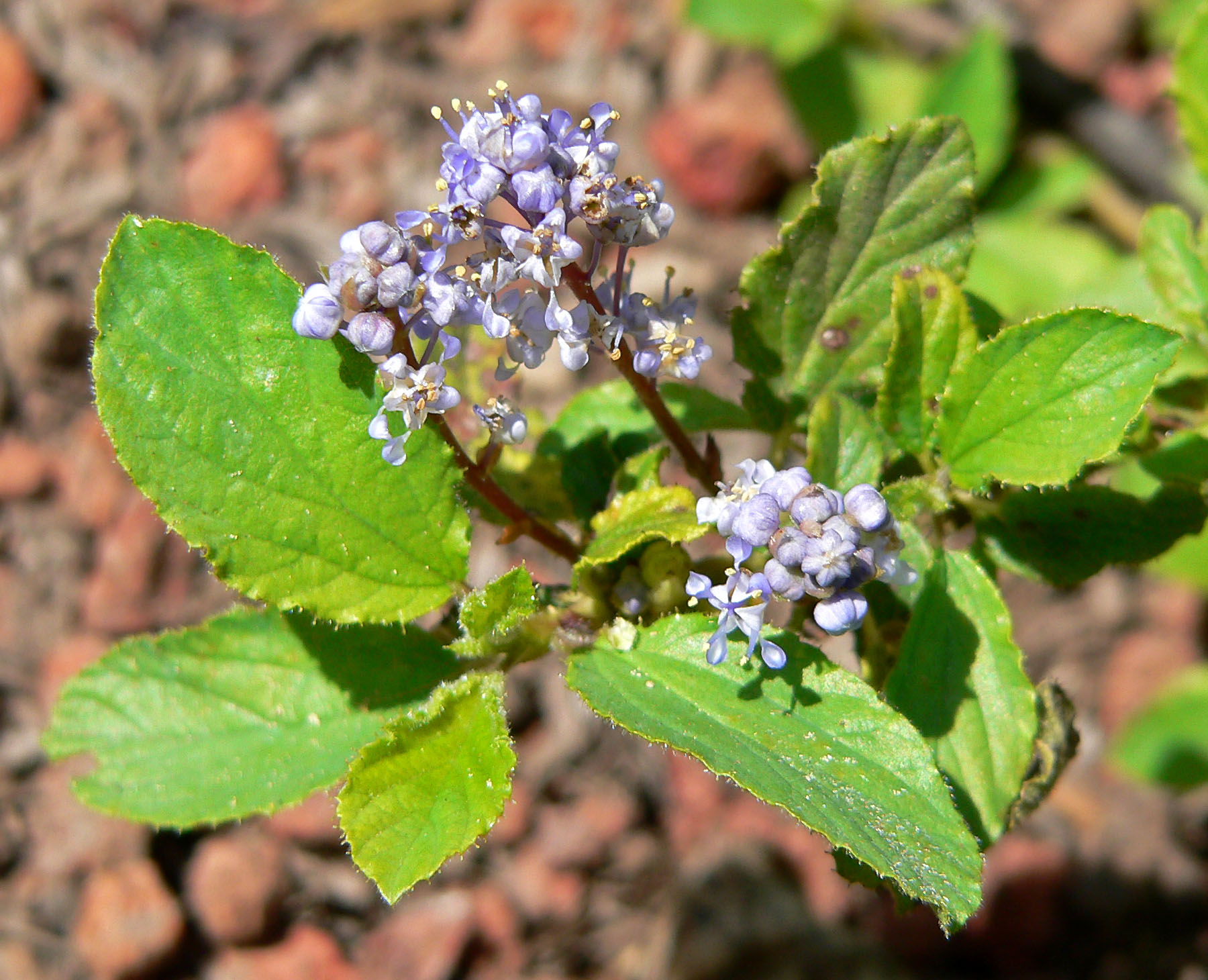
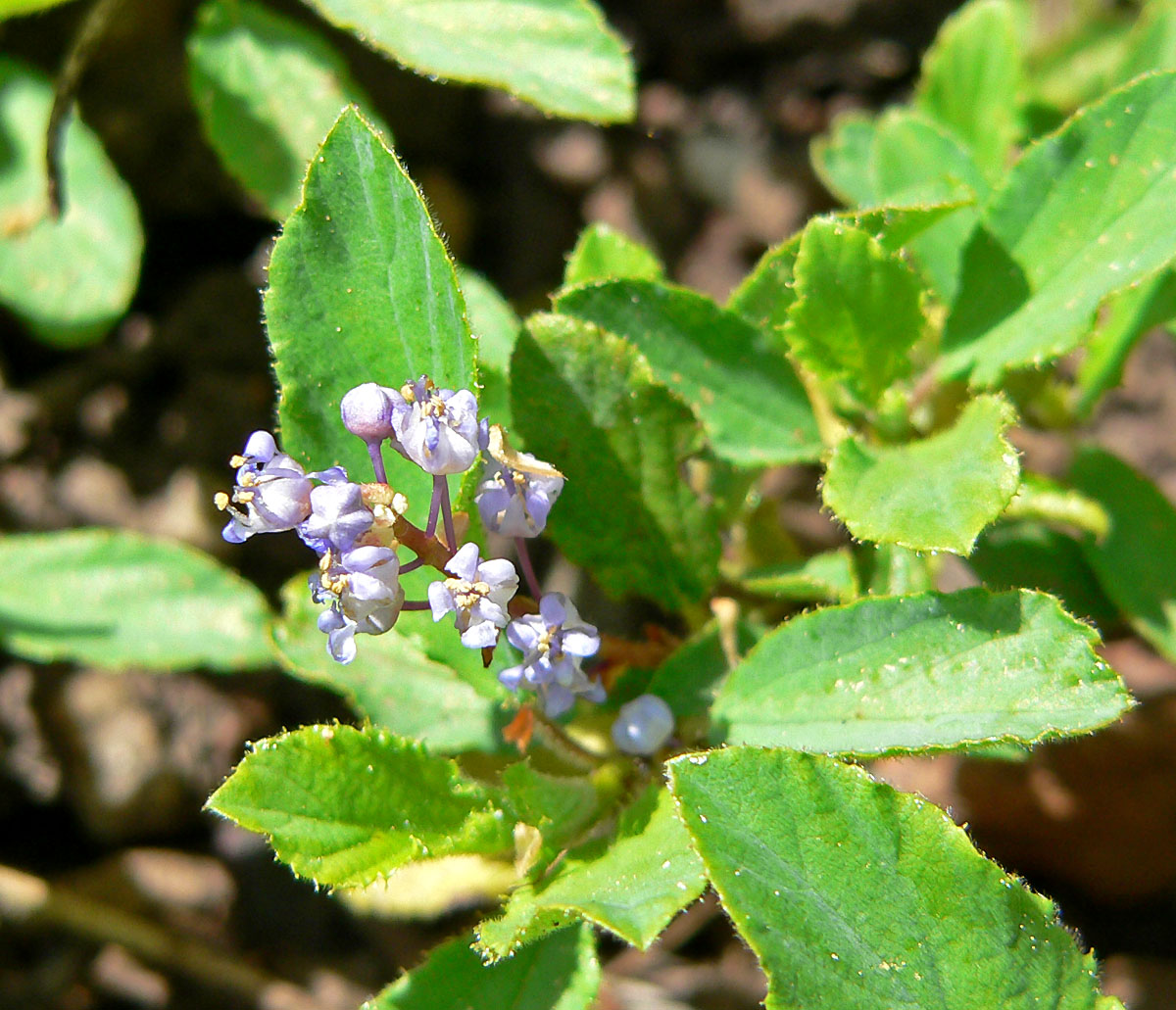
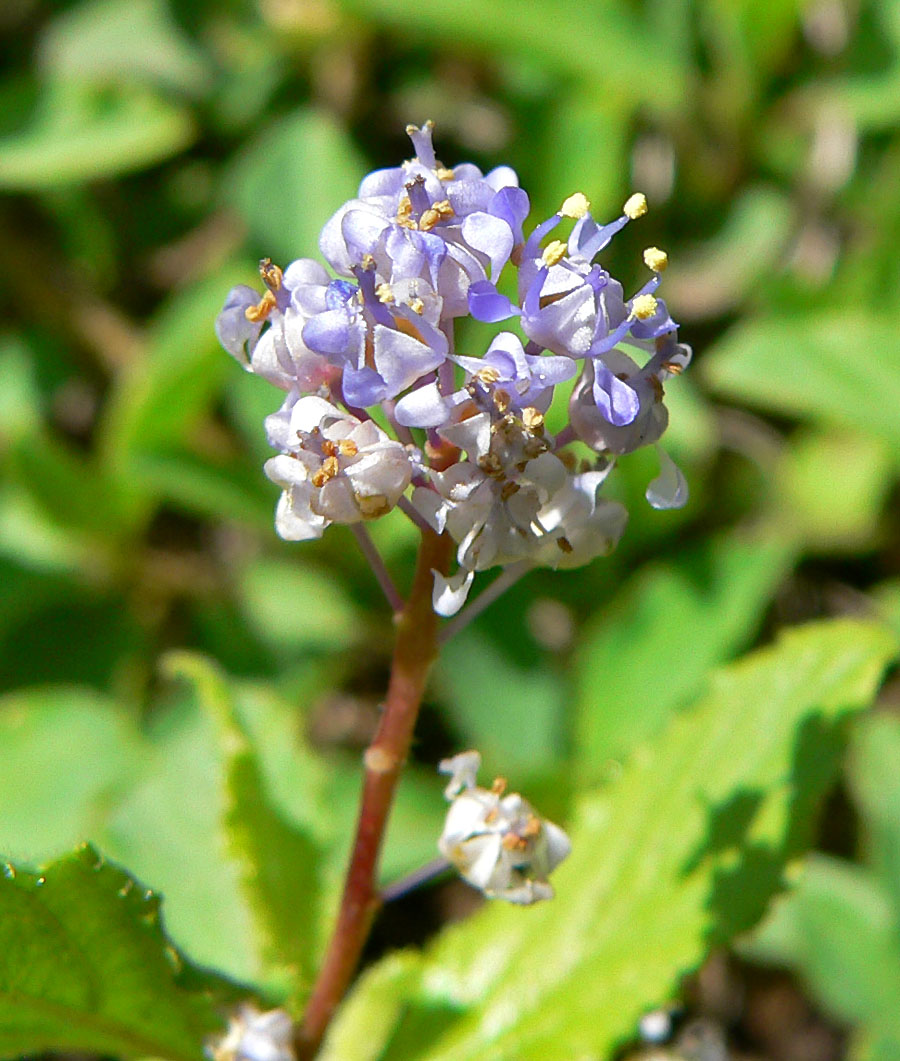